# 斯瓦尼河
斯瓦尼河（英語：Suwannee River）是一條從美国喬治亞州向南流入佛罗里达州的河流。為黑水河，全長約396公里（246英里）。斯瓦尼河是史前之斯瓦尼海峽的所在地，該海峽將佛羅里達半島與佛羅里達狹地和北美大陸其他地區分開。
斯瓦尼河還出現在史蒂芬·福斯特創作的歌曲《故鄉的親人》歌詞中。